# Nowa Grobla (województwo podkarpackie)
Nowa Grobla – wieś w Polsce położona w województwie podkarpackim, w powiecie lubaczowskim, w gminie Oleszyce.
| SIMC     | Nazwa   | Rodzaj    |
| -------- | ------- | --------- |
| Hamernia | 0607200 | część wsi |
| Ruda     | 0607191 | część wsi |

23 lipca 1944 zdobyta przez wojska radzieckie.
W latach 1975–1998 miejscowość administracyjnie należała do województwa przemyskiego.
Wierni Kościoła rzymskokatolickiego należą do parafii Opieki Matki Bożej Uzdrowienia Chorych w Bihalach.

## Historia
Wieś została nazwana od wielkiej grobli usypanej na rozlewiskach. W 1487 roku król Kazimierz IV Jagiellończyk nadał lasy, bory i ziemie na cel wytopu żelaza z rudy. Piece hutnicze istniały do XVIII wieku (do czasu wyczerpania się miejscowych złóż rudy). Następnymi właścicielami byli hrabiowie Zamoyscy. W 1848 roku została zniesiona pańszczyzna., a w 1894 roku zbudowano kolej Jarosławsko-Sokalską. Prawdopodobnie na tym terenie lub w okolicy istniał do I połowy XVII wieku monaster żeński.
W II Rzeczypospolitej wieś w powiecie jarosławskim województwa lwowskiego. W latach 1942–1947 nacjonaliści ukraińscy z OUN-UPA zamordowali tutaj 24 Polaków, 3 ukrywających się Żydów oraz 1 Ukrainkę za „sprzyjanie Polakom”.

## Kościół
W 1938 roku hrabina Zofia Zamoyska z Wysocka dzięki staraniom mieszkańców i komitetu wsi, przydzieliła plac na kaplicę. Plac poświęcono i postawiono brzozowy krzyż, a w miejscowej szkole odprawiano nabożeństwa. W 1943 roku postawiono drugi dębowy krzyż, a w 1972 roku postawiono trzeci dębowy krzyż. 22 maja 1982 roku z krzyża zaczęła wypływać ciecz przypominająca ludzką krew i to cudowne zjawisko powtarzało się w piątki i soboty przez kilka lat. W latach 1983–1984 zbudowano kościół filialny pw. Najświętszego Serca Pana Jezusa, który 19 maja 1985 roku został poświęcony przez Administratora apostolskiego w Lubaczowie bp Mariana Jaworskiego. W 1985 roku Nową Groblę odwiedził J.E. abp Luigi Poggi. Z Nowej Grobli pochodzą: ks. Jerzy Sopel (1987), ks. Krzysztof Soliło (1988), ks. Jerzy Pytlik (1988) i s. Antoretta CSSJ (Eliza Soliło).